# Александро-Невский собор (Славянск)
Александро-Невский собор — православный храм в Славянске, второй кафедральный собор Горловской и Славянской епархии.

## Архитектура
Архитекторами величественного здания были В. В. Величко и Владимир Немкин. Площадь храма составила 285 квадратных метров. Церковь имела купол высотой 11 метров и колокольню высотой 30 метров.
Церковь по сей день имеет три престола, центральный из которых освящен в честь святого благоверного князя Александра Невского, два других — во имя двух великих чудотворцев и святителей — Николая, архиепископа Мир Ликийских, и Алексия, митрополита Московского.
Механизм курантов подведен к колоколам собора. Куранты отбивают каждые полчаса, бой часов Александро-Невского собора слышен жителям всей центральной части Славянска.

## История
Собор в был построен и освящён в 1895 году. Его воздвигли труженики железной дороги в знак благодарности Богу за отмену крепостного права императором Александром II, небесным покровителем которого был святой благоверный князь Александр Невский.
22 января 1993 года указом Митрополита Владимира, Александро-Невский храм г. Славянска получил статус собора. Ныне он является вторым кафедральным храмом Горловской и Славянской епархии.
В начале 1990-х годов решено было провести реконструкцию старинного храма. На средства, собранные прихожанами и неравнодушными жертвователями, в соборе были установлены новые резные позолоченные иконостасы, привезённые из Полтавы. До этого долгое время в храме был каменный иконостас, который после открытия полуразрушенного здания церкви для богослужений прихожане выложили сами из кирпича, не имея других подручных материалов.
В 1994—2000 годах были заменены и покрыты медью купола собора. В храме был сделан тёплый пол, сверху полы во всех трёх приделах были облицованы мрамором. В течение 1998—2002 годов храм расписывался. Роспись выполнена в академическом стиле донецкими иконописцами. Была расширена и обустроена прилегающая к храму территория. Рядом с собором построено административное здание, в котором находятся библиотека, крестильня, видеотека, классы воскресной школы.
В 2013 году для колокольни собора были заказаны новые колокола и куранты, изготовленные в Днепропетровске.
Храм пострадал во время вооружённого конфликта на Донбассе в 2014 году.

## Святыни
В соборе Славянска несколько старинных икон, особо почитаемых горожанами. Это три иконы Божией Матери — «Достойно есть», «Иверская» и «Троеручица», а также образ святого великомученика и целителя Пантелеимона, написанные на Афоне в XIX — начале XX веков.